# 池田克忠
池田 克忠（いけだ かつただ、1942年4月1日 - ）は、日本の労働官僚。元東京労働基準局長。労働省退職後はものつくり大学の設立に携わった。佐賀県出身。

## 経歴・人物
1942年、佐賀県生まれ。長崎県立長崎東高等学校を経て、1964年に東京大学経済学部経済学科卒業。1965年に国家公務員上級職試験合格、翌年労働省に入省。職業安定局雇用保険課長、兵庫労働基準局長、労働基準局安全衛生部長、東京労働基準局長などを歴任し、1995年に退職した。
労働省退職後、ものつくり大学設立準備財団事務局長を務め、同大学の設立に関わった。開校を翌年に控えた2000年に、設立財団の母体であるケーエスデー中小企業経営者福祉事業団（KSD）における汚職事件が発覚し、大学設置・学校法人審議会に設立条件としてKSDとの関係排除を提示される事態に見舞われたが、調整を重ね翌年の開学に漕ぎつけた。2016年に瑞宝中綬章受章。

## 略歴
- 1964年 - 東京大学経済学部経済学科卒業
- 1966年 - 労働省入省
- 1978年4月 - 同省大臣官房統計情報部情報解析課長補佐
- 1979年8月 - 同政策課企画官
- 1981年4月 - 同政策課長補佐
- 1983年7月 - 雇用促進事業団雇用職業総合研究所雇用開発研究部第1研究室長
- 1986年4月 - 労働省大臣官房政策調査部産業労働調査課長
- 1988年 - 同総合政策課長
- 1990年7月 - 同省職業安定局雇用保険課長
- 1991年6月 - 兵庫労働基準局長
- 1992年7月 - 労働省労働基準局安全衛生部長
- 1993年6月 - 東京労働基準局長
- 1995年6月 - 同退職
- 2016年4月 - 瑞宝中綬章受章

## 著書
- 『実務に役立つ労働安全衛生規則の逐条詳解 第2巻 安全基準編1 機械、爆発・火災等、電気』（中央労働災害防止協会、1993年）ISBN 978-4805904534
- 『実務に役立つ労働安全衛生規則の逐条詳解 第2巻 安全基準編4 掘削作業等、建築物等の鉄鋼の組立て等の作業、鉄橋架設等の作業、木造建築物の組立て等の作業、コンクリート造の工作物の解体等の作業、コンクリート橋架設等の作業、墜落・飛来崩壊等、通路・足場等、作業構台』（中央労働災害防止協会、1993年）ISBN 978-4805904565
- 『実務に役立つ労働安全衛生規則の逐条詳解 第6巻 衛星基準編 有害な作業環境、保護具等、気積及び換気、採光及び照明、温度及び湿度、休養、清潔、食堂及び炊事場、救急用具、健康の保持増進、快適な職場環境の形成』（中央労働災害防止協会、1993年）ISBN 978-4805904572
- 『実務に役立つ労働安全衛生規則の逐条詳解 第7巻 特別規制編 特定元方事業者等、機械等貸与者等、建築物貸与者、付則』（中央労働災害防止協会、1993年）ISBN 978-4805904589

## 論文・記事
- 「労働力・経済計画―フィリピン」『海外労働経済月報』17（3）、労働大臣官房統計情報部、1967年。
- 「｢ME･労働国際シンポジウム｣で得られたもの」『労働レーダー』9（11）、労働問題研究会議、1985年。
- 「雇用管理調査からみた日本的雇用慣行」『労働統計調査月報』39（2）、1987年。